# 迪冰山麓
68°40′S 66°58′W / 68.667°S 66.967°W
迪冰山麓（Dee Ice Piedmont），是南極洲的冰山麓，位於帕爾默地，處於帕維嶺和克拉爾克冰川終點之間的米科爾森灣東岸，現在由南極條約體系管理。